# فرنسيس واتسون
فرنسيس واتسون (بالإنجليزية: Francis Watson)‏ (9 أغسطس 1860 في المملكة المتحدة - 27 أكتوبر 1930 في نيوزيلندا) هو لاعب كريكت نيوزلندي.